# Anna Ivànovna de Rússia
Anna Ivànovna de Rússia   (Moscou, 28 de gener de 1693 (Julià) - Sant Petersburg, 17 d'octubre de 1740 (Julià)) fou una emperadriu de Rússia de 1730 a 1740.
Era filla d'Ivan V, per tant neboda de Pere el Gran i cosina de Pere II, al qual va succeir en 1730. Va contraure matrimoni amb Frederic Guillem Kettler, Duc de Curlàndia i Semigàlia.
Durant el seu regnat, Rússia va participar en la Guerra de Successió de Polònia (1733-1735) i en va iniciar una altra amb els turcs.

## Biografia
A la mort de Pere II, que no va deixar hereus directes, el "Consell Privat" escull Anna com emperadriu. La intenció dels membres del consell, compost pels més grans boiars, era posar al tron a algú fàcilment influenciable i que acceptés dòcilment signar decrets que limitessin el poder imperial.
Anna desarma aquests plans i s'aprofita de la simpatia que genera en els regiments i en la guarda imperial, i sota el seu suport s'imposa com una veritable autòcrata. Una de les seves primeres mesures consistia a activar una policia secreta que utilitza durant tot el seu regnat per intimidar i terroritzar a qui s'oposa a la seva política. Sospitant de la noblesa russa, els allunya de les posicions de poder que oferia a personalitats de les regions bàltiques alemanyes. Ernst Johann von Biron obté una particular influència en la cort, que normalment encausa a favor seu.
Anna estableix una aliança amb Carles VI del Sacre Imperi Romanogermànic i porta a Rússia a participar de la Guerra de Successió Polonesa, posant al tron de Polònia el seu candidat August III.

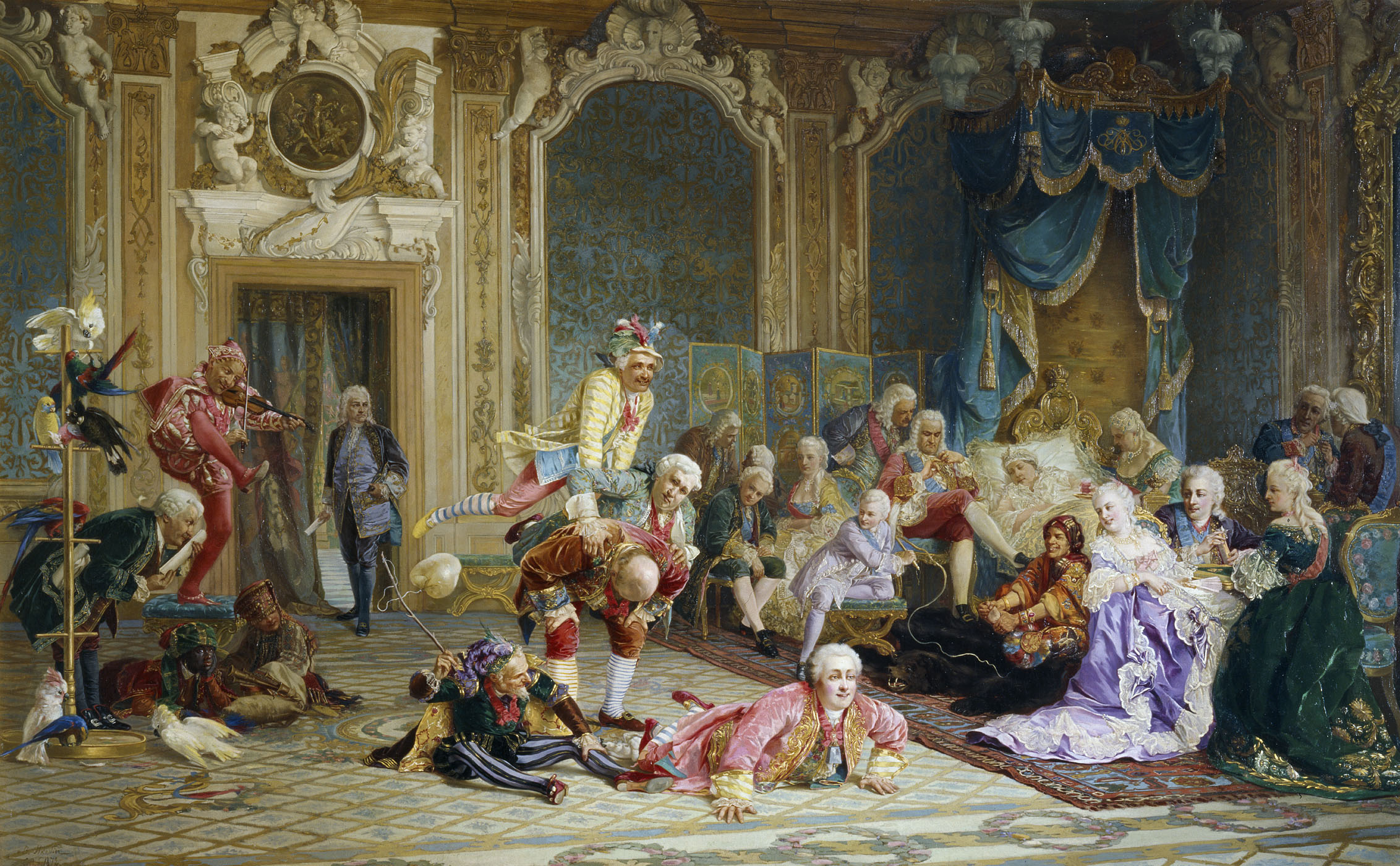
Ministres del Gabinet de l'Emperadriu Anna Ivànovna, pintura per Valery Jacobi

L'any 1735 ataca a l'Imperi Otomà, però Carles VI signa una pau a part que obliga a Rússia a suspendre les hostilitats i a tornar totes les conquestes a excepció d'Azov. A més, durant el seu govern, es va iniciar l'expansió de Rússia cap a l'Àsia central.
Va morir el 28 d'octubre de 1740, igual que el seu antecessor, sense deixar hereus directes, i va nomenar al seu nebot Ivan que només comptava amb uns mesos de vida, com el seu successor.
La Gran Expedició del Nord, ideada anys abans per Pere I de Rússia, es va dur a terme entre 1733 i 1743 dirigida per Vitus Bering, un explorador danès al servei de l'armada russa que ja havia dut a terme l'expedició de Kamchatka entre 1725 i 1731, i va arribar al que ara és Alaska el 1741, convertint-se en els primers europeus a trepitjar la costa nord-oest d'Amèrica del Nord.